# Jogos Olímpicos de Verão
Os Jogos Olímpicos de Verão, também conhecidos como Jogos da Olimpíada, e muitas vezes chamados de Olimpíadas de Verão, são um grande evento multiesportivo internacional normalmente realizado a cada quatro anos. Os jogos inaugurais ocorreram em 1896 em Atenas, Grécia, e os jogos mais recentes foram realizados em 2024 em Paris, França. O Comitê Olímpico Internacional (COI) é responsável pela organização dos Jogos e pela supervisão dos preparativos da cidade-sede. A tradição de concessão de medalhas começou em 1904; em cada evento olímpico, medalhas de ouro são concedidas para o primeiro lugar, medalhas de prata para o segundo lugar e medalhas de bronze para o terceiro lugar. Os Jogos Olímpicos de Inverno foram criados a partir do sucesso dos Jogos Olímpicos de Verão, que são considerados o maior e mais prestigiado evento multiesportivo internacional do mundo.
O escopo dos Jogos Olímpicos de Verão aumentou de um programa de competição de 42 eventos em 1896, com menos de 250 competidores do sexo masculino de 14 nações diferentes, para 339 eventos em 2021, com 11.420 competidores (quase metade dos quais eram mulheres) de 206 nações. Os jogos foram realizados em dezenove países diferentes nos cinco continentes: quatro vezes nos Estados Unidos (1904, 1932, 1984 e 1996); três vezes na Grã-Bretanha (1908, 1948 e 2012) e na França (1900,1924 e 2024); duas vezes na Grécia (1896 e 2004), Alemanha (1936 e 1972), Austrália (1956 e 2000) e Japão (1964 e 2020); e uma vez cada na Suécia (1912), Bélgica (1920), Holanda (1928), Finlândia (1952), Itália (1960), México (1968), Canadá (1976), União Soviética (1980), Coreia do Sul (1988), Espanha (1992), China (2008) e Brasil (2016).
Londres foi a primeira cidade a sediar os Jogos Olímpicos de Verão por três oportunidades, seguida por Paris. Los Angeles (que sediará a próxima edição, em 2028), Atenas e Tóquio já sediaram duas vezes cada uma. Apenas cinco países participaram de todos os Jogos Olímpicos de Verão: Austrália, França, Grã-Bretanha, Grécia e Suíça. A Austrália, a França e a Grã-Bretanha ganharam pelo menos uma medalha em cada edição dos jogos, sendo que a Grã-Bretanha foi a única a ganhar o ouro em todas as ocasiões. Os Estados Unidos lideram a contagem de medalhas de todos os tempos nos Jogos Olímpicos de Verão, tendo chegado ao topo do quadro de medalhas em 18 ocasiões diferentes, seguidos pela URSS (seis vezes) e pela França, Grã-Bretanha, Alemanha, China e a antiga "Equipe Unificada" soviética (uma vez cada).

## Sede

Olímpicos de Verão - os países que sediaram uma Olimpíada de Verão estão sombreados em verde, enquanto os países que sediaram duas ou mais Olimpíadas estão sombreados em azul

Os Estados Unidos sediaram os Jogos Olímpicos de Verão quatro vezes: os Jogos de 1904 foram realizados em St. Louis, Missouri; os Jogos de 1932 e 1984 foram realizados em Los Angeles, Califórnia, e os Jogos de 1996 foram realizados em Atlanta, Geórgia. Os Jogos de 2028 em Los Angeles marcarão a quinta ocasião em que os Jogos de Verão foram sediados pelos EUA.
Em 2012, a Grã-Bretanha sediou pela terceira vez os Jogos Olímpicos de Verão em Londres, primeira cidade a sediar os Jogos Olímpicos de Verão por três oportunidades, marca alcançada mais tarde por Paris, em 2024. As cidades de Los Angeles, e Atenas (exceto 1906) sediaram, cada uma, dois Jogos Olímpicos de Verão. Em 2028, os jogos acontecerão  em Los Angeles, que por sua vez, se tornará a terceira cidade a sediar os jogos três vezes.
Austrália, Alemanha, Grécia e Japão sediaram os Jogos Olímpicos de Verão duas vezes (com a Austrália planejada para sediar em 2032). Tóquio, Japão, sediou os Jogos de 2020 e se tornou a primeira cidade fora das nações predominantemente de língua inglesa e europeias a sediar os Jogos Olímpicos de Verão duas vezes, já tendo sediado os Jogos em 1964; é também a maior cidade que já sediou os jogos, tendo crescido consideravelmente desde 1964. Os outros países que já sediaram os Jogos Olímpicos de Verão são Bélgica, Brasil, Canadá, China, Finlândia, Itália, México, Holanda, Coreia do Sul, União Soviética, Espanha e Suécia, sendo que cada um desses países já sediou os Jogos de Verão em uma ocasião.
A Ásia já sediou os Jogos Olímpicos de Verão quatro vezes: em Tóquio (1964 e 2020), Seul (1988) e Pequim (2008).
Os Jogos de 2016 no Rio de Janeiro, Brasil, foram os primeiros Jogos Olímpicos de Verão a serem realizados na América do Sul e os primeiros a serem realizados completamente durante a temporada de "inverno" local. Os únicos dois países do Hemisfério Sul que sediaram as Olimpíadas de Verão foram a Austrália (1956, 2000 e 2032) e o Brasil (2016), sendo que a África ainda não sediou nenhum evento olímpico de verão.
Estocolmo, Suécia, sediou eventos em dois Jogos Olímpicos de Verão, tendo sido a única anfitriã dos Jogos de 1912 e sediando os eventos equestres nos Jogos de 1956 (que eles são creditados como anfitriões em conjunto com Melbourne, Austrália). Amsterdã, Holanda, também sediou eventos em dois Jogos Olímpicos de Verão, tendo sido a única anfitriã dos Jogos de 1928 e anteriormente sediando duas das corridas de vela nos Jogos Olímpicos de Verão de 1920. Nas Olimpíadas de Verão de 2008, Hong Kong forneceu os locais para os eventos equestres, que ocorreram em Sha Tin e Kwu Tung.

## Histórico

### Primeiros anos

A cerimônia de abertura dos primeiros Jogos Olímpicos modernos no Estádio Panatenaico, em Atenas.

O Comitê Olímpico Internacional (COI) foi fundado em 1894, quando Pierre de Coubertin, um pedagogo e historiador francês, procurou promover o entendimento internacional por meio de competições esportivas. A primeira edição dos Jogos Olímpicos foi realizada em Atenas em 1896 e atraiu apenas 245 competidores, dos quais mais de 200 eram gregos, e apenas 14 países estavam representados. No entanto, nenhum evento internacional dessa magnitude havia sido organizado antes. As atletas do sexo feminino não podiam competir, embora uma mulher, Stamata Revithi, tenha corrido a maratona por conta própria, dizendo: "Se o comitê não me deixar competir, irei atrás deles de qualquer maneira".
Os Jogos Olímpicos de Verão de 1896, oficialmente conhecidos como Jogos da Olimpíada, foram um evento multiesportivo internacional realizado em Atenas, Grécia, de 6 a 15 de abril de 1896. Foram os primeiros Jogos Olímpicos realizados na era moderna. Cerca de 100.000 pessoas compareceram à abertura dos jogos. Os atletas vieram de 14 países, sendo que a maioria era da Grécia. Embora a Grécia tivesse o maior número de atletas, os EUA terminaram com o maior número de campeões. Onze americanos ficaram em primeiro lugar em seus eventos contra 10 da Grécia. A Grécia Antiga foi o berço dos Jogos Olímpicos e, consequentemente, Atenas foi considerada uma escolha apropriada para sediar os primeiros jogos modernos. A cidade foi escolhida por unanimidade como sede durante um congresso organizado por Pierre de Coubertin em Paris, em 23 de junho de 1894. O COI também foi criado durante esse congresso.
Apesar de muitos obstáculos e contratempos, as Olimpíadas de 1896 foram consideradas um grande sucesso. Os jogos tiveram a maior participação internacional de qualquer evento esportivo até aquela data. O Estádio Panatenaico, o primeiro grande estádio do mundo moderno, transbordou com a maior multidão que já assistiu a um evento esportivo. O destaque para os gregos foi a vitória na maratona de seu compatriota Spiridon Louis, um transportador de água. Ele venceu em 2 horas, 58 minutos e 50 segundos, dando início a uma grande comemoração no estádio. O competidor mais bem-sucedido foi o lutador e ginasta alemão Carl Schuhmann, que ganhou quatro medalhas de ouro.
As autoridades gregas e o público estavam entusiasmados com a experiência de sediar os Jogos Olímpicos. Esse sentimento foi compartilhado por muitos dos atletas, que chegaram a exigir que Atenas fosse a cidade-sede permanente. O COI pretendia que os jogos seguintes fossem alternados para várias cidades-sede em todo o mundo. A segunda Olimpíada foi realizada em Paris.
Quatro anos depois, os Jogos Olímpicos de Verão de 1900 em Paris atraíram mais de quatro vezes mais atletas, incluindo 20 mulheres, que foram autorizadas a competir oficialmente pela primeira vez, em croquet, golfe, vela e tênis. Os jogos foram integrados à Exposição Universal de 1900 e duraram mais de cinco meses. Há controvérsias sobre quais eventos eram exatamente olímpicos, pois alguns eram para profissionais, outros tinham elegibilidade restrita e outros não tinham competidores internacionais.

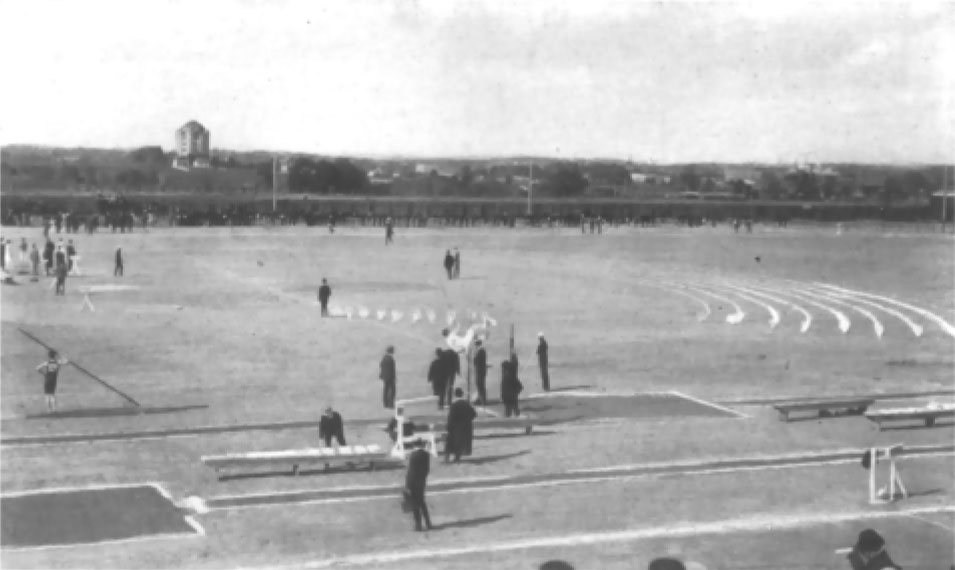
Francis Field da Universidade de Washington em St. Louis durante os Jogos Olímpicos de Verão de 1904.

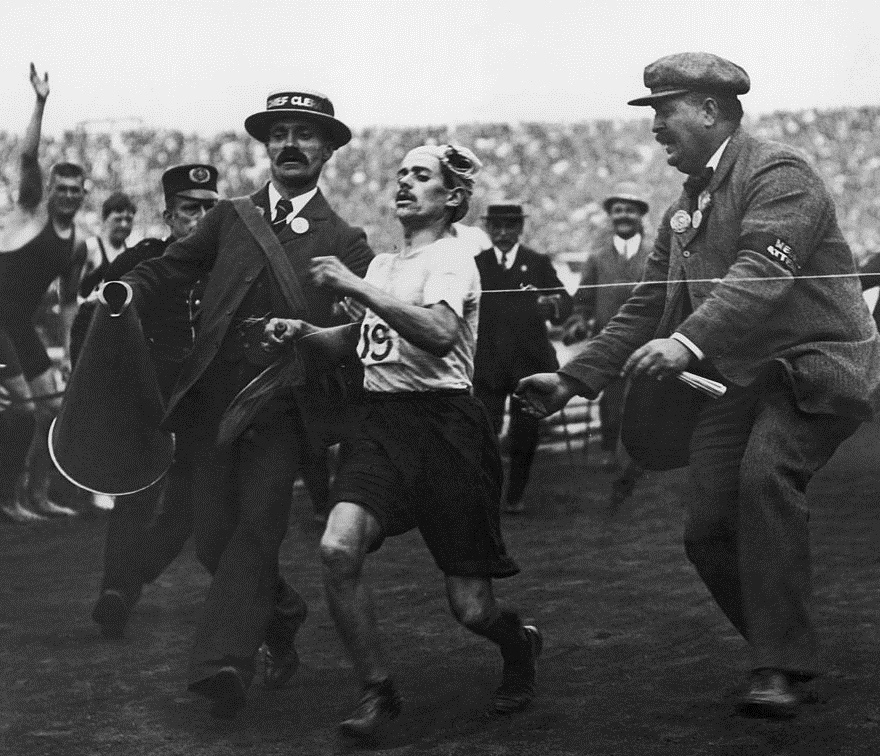
Dorando Pietri termina a maratona moderna em 1908 na distância atual.

As tensões causadas pela Guerra Russo-Japonesa e a dificuldade de chegar a St. Louis podem ter contribuído para o fato de que pouquíssimos atletas de alto nível de fora dos EUA e do Canadá participaram dos Jogos de 1904.
Os "Segundos Jogos Olímpicos Internacionais de Atenas", como foram chamados na época, foram realizados em 1906. Atualmente, o COI não reconhece esses jogos como oficiais, embora muitos historiadores os reconheçam e atribuam aos Jogos de 1906 o mérito de terem evitado o fim das Olimpíadas. Os Jogos de Atenas de 1906 foram os primeiros de uma série alternada de jogos a serem realizados em Atenas mesmo em anos não olímpicos, mas a série não se concretizou. Os jogos foram mais bem-sucedidos do que os de 1900 e 1904, com mais de 850 atletas competindo, e contribuíram positivamente para o sucesso de jogos futuros.
Nos Jogos de Londres de 1908, os números aumentaram novamente, bem como a primeira corrida da maratona em sua distância padrão de 42,195 km (26 milhas e 385 jardas). A primeira maratona olímpica em 1896 (uma corrida somente para homens) foi disputada em uma distância de 40 km (24 milhas e 85 jardas). A nova distância da maratona foi escolhida para garantir que a corrida terminasse em frente ao camarote ocupado pela família real britânica. Assim, a maratona foi de 40 km nos primeiros jogos em 1896, mas foi posteriormente variada em até 2 km devido às condições locais, como o layout das ruas e dos estádios. Nos seis Jogos Olímpicos entre 1900 e 1920, a maratona foi disputada em seis distâncias. Nos jogos, a Grã-Bretanha conquistou 146 medalhas, 99 a mais do que o segundo colocado, os americanos, seu melhor resultado até hoje.
No final da maratona de 1908, o corredor italiano Dorando Pietri foi o primeiro a entrar no estádio, mas estava claramente angustiado e desmaiou de exaustão antes de concluir o evento. Ele foi ajudado a cruzar a linha de chegada por funcionários preocupados com a corrida e mais tarde foi desclassificado por isso. Como compensação pela medalha perdida, a Rainha Alexandra deu a Pietri uma taça de prata dourada. Arthur Conan Doyle escreveu uma reportagem especial sobre a corrida no Daily Mail.
Os jogos continuaram a crescer, atraindo 2.504 competidores para Estocolmo em 1912, incluindo o grande atleta Jim Thorpe, que venceu o decatlo e o pentatlo. Thorpe já havia jogado algumas partidas de beisebol por uma taxa e viu suas medalhas serem retiradas por essa "violação" do amadorismo após reclamações de Avery Brundage. As medalhas foram restabelecidas em 1983, 30 anos após sua morte. Os Jogos de Estocolmo foram os primeiros a cumprir a ideia original de Pierre de Coubertin. Pela primeira vez desde o início dos Jogos em 1896, todos os cinco continentes habitados foram representados por atletas competindo no mesmo estádio.
Os Jogos Olímpicos de Verão programados para 1916 foram cancelados após o início da Primeira Guerra Mundial.

### Período entreguerras
Os Jogos da Antuérpia de 1920, na Bélgica devastada pela guerra, foram um evento moderado, mas novamente atraíram um número recorde de competidores. Esse recorde só se manteve até 1924, quando os Jogos de Paris contaram com 3.000 competidores, sendo o maior deles o corredor finlandês Paavo Nurmi. O "finlandês voador" ganhou três medalhas de ouro por equipe e as corridas individuais de 1.500 e 5.000 metros, as duas últimas no mesmo dia.
Os Jogos de Amsterdã de 1928 foram notáveis por serem os primeiros jogos que permitiram que as mulheres competissem no atletismo de pista e campo, e se beneficiaram muito da prosperidade geral da época, juntamente com a primeira aparição de patrocínio dos jogos, da The Coca-Cola Company. Os jogos de 1928 viram a introdução de um design de medalha padrão, com o COI escolhendo a representação de Giuseppe Cassioli da deusa grega Niké e um vencedor sendo carregado por uma multidão de pessoas. Esse desenho foi usado até 1972.
Os Jogos de Los Angeles de 1932 foram afetados pela Grande Depressão, o que contribuiu para o baixo número de competidores.

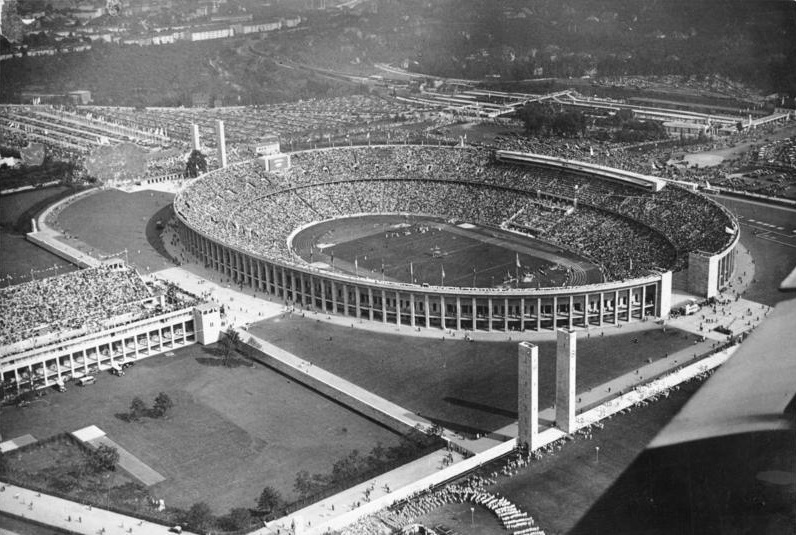
Olympiastadion em Berlim, durante os Jogos de 1936.

Os Jogos de Berlim de 1936 foram vistos pelo governo alemão como uma oportunidade de ouro para promover sua ideologia. O Partido Nazista, no poder, encarregou a cineasta Leni Riefenstahl de filmar os jogos. O resultado, Olympia, foi amplamente considerado uma obra-prima, apesar de as teorias de Hitler sobre a superioridade racial ariana serem repetidamente demonstradas por atletas "não arianos". Em especial, o velocista e saltador de longa distância afro-americano Jesse Owens ganhou quatro medalhas de ouro. Os Jogos de Berlim de 1936 também viram a introdução do Revezamento da Tocha.
Devido à Segunda Guerra Mundial, os Jogos de 1940 (que deveriam ser realizados em Tóquio e foram temporariamente transferidos para Helsínquia após a eclosão da guerra) foram cancelados. Os Jogos de 1944 deveriam ter sido realizados em Londres, mas também foram cancelados; em vez disso, Londres sediou os primeiros jogos após o fim da guerra, em 1948.

### Após a Segunda Guerra Mundial
Os primeiros jogos do pós-guerra foram realizados em 1948, em Londres, com a exclusão da Alemanha e do Japão. A velocista holandesa Fanny Blankers-Koen ganhou quatro medalhas de ouro na pista, emulando a conquista de Owens em Berlim.
Nos Jogos de Helsinque de 1952, a equipe da URSS competiu pela primeira vez e rapidamente se tornou uma das equipes dominantes, terminando em segundo lugar no número de medalhas de ouro e no total de medalhas conquistadas. Seu sucesso imediato pode ser explicado pelo advento do "atleta amador em tempo integral" patrocinado pelo Estado. A URSS inscreveu equipes de atletas que eram nominalmente estudantes, soldados ou profissionais, mas muitos deles eram, na realidade, pagos pelo Estado para treinar em tempo integral, violando, assim, as regras do amadorismo. A Finlândia transformou em lenda um amável tenente do exército da Checoslováquia chamado Emil Zátopek, que pretendia melhorar suas medalhas de ouro e prata de 1948. Tendo vencido as corridas de 10.000 e 5.000 metros, ele também participou da maratona, apesar de nunca ter corrido nessa distância. Ao conversar com os outros líderes da corrida, Zátopek liderou a partir da metade da prova, deixando lentamente para trás os demais competidores para vencer por dois minutos e meio, completando um trio de vitórias.
Os Jogos de Melbourne de 1956 foram muito bem-sucedidos, com exceção de uma partida de polo aquático entre a Hungria e a União Soviética, que terminou em uma batalha campal entre as equipes por causa da invasão soviética na Hungria. Os eventos equestres foram realizados em Estocolmo devido a um surto de febre aftosa na Grã-Bretanha na época e às rígidas leis de quarentena da Austrália.
Nos Jogos de Roma de 1960, um jovem boxeador dos pesos leves chamado Cassius Clay, mais tarde conhecido como Muhammad Ali, entrou em cena. Mais tarde, Ali jogaria fora sua medalha de ouro com repulsa depois de ter sido recusado em um restaurante só para brancos em sua cidade natal, Louisville, Kentucky. Ele recebeu uma nova medalha 36 anos depois nos Jogos Olímpicos de 1996 em Atlanta. Outros atletas notáveis em 1960 incluíram Wilma Rudolph, medalhista de ouro nos 100 metros, 200 metros e revezamento 4 × 100 metros.
Os Jogos de Tóquio de 1964 foram os primeiros a serem transmitidos mundialmente pela televisão, graças ao recente advento dos satélites de comunicação. Esses jogos marcaram um ponto de virada na visibilidade global e na popularidade das Olimpíadas e são considerados o prenúncio da era moderna das telecomunicações. O judô estreou como esporte oficial, e o judoca holandês Anton Geesink causou alvoroço ao vencer a final da divisão de peso aberto, derrotando Akio Kaminaga na frente de sua torcida.

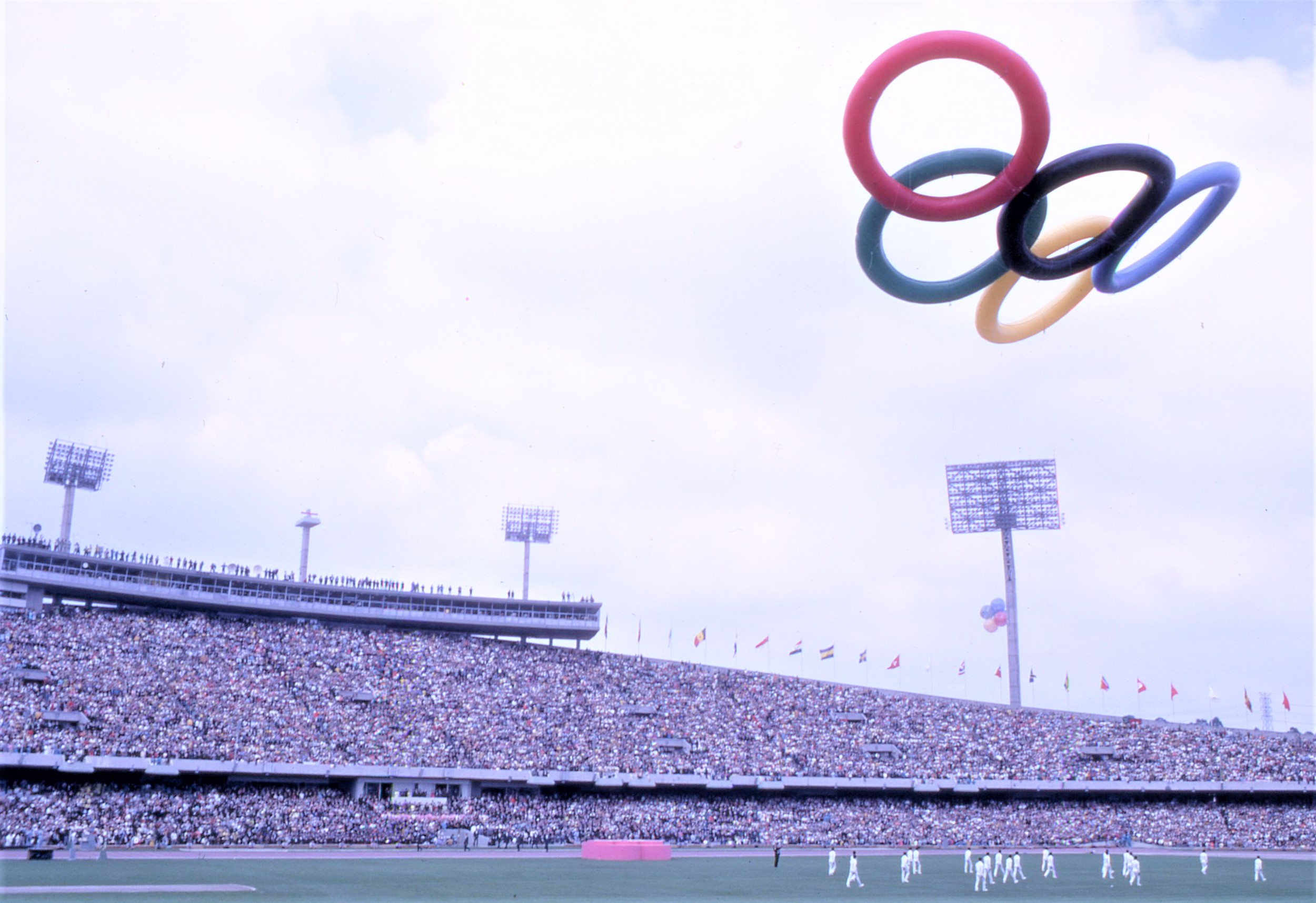
A cerimônia de abertura dos Jogos de 1968, na Cidade do México, os primeiros realizados na América Latina.

Os desempenhos nos Jogos de 1968 na Cidade do México foram afetados pela altitude da cidade-sede. Esses jogos introduziram o agora universal "Fosbury flop", uma técnica que rendeu a medalha de ouro ao saltador americano Dick Fosbury. Na cerimônia de entrega de medalhas da corrida masculina de 200 metros, os atletas negros americanos Tommie Smith (ganhador da medalha de ouro) e John Carlos (ganhador da medalha de bronze) defenderam os direitos civis levantando os punhos com luvas pretas e usando meias pretas em vez de sapatos. Os dois atletas foram posteriormente expulsos dos Jogos pelo COI. Věra Čáslavská, em protesto contra a invasão da Checoslováquia liderada pelos soviéticos em 1968 e contra a decisão controversa dos juízes na trave de equilíbrio e no solo, abaixou a cabeça e se afastou da bandeira soviética enquanto o hino nacional era tocado durante a cerimônia de entrega de medalhas. Ela voltou para casa como uma heroína do povo checoslovaco, mas foi transformada em pária pelo governo dominado pelos soviéticos.

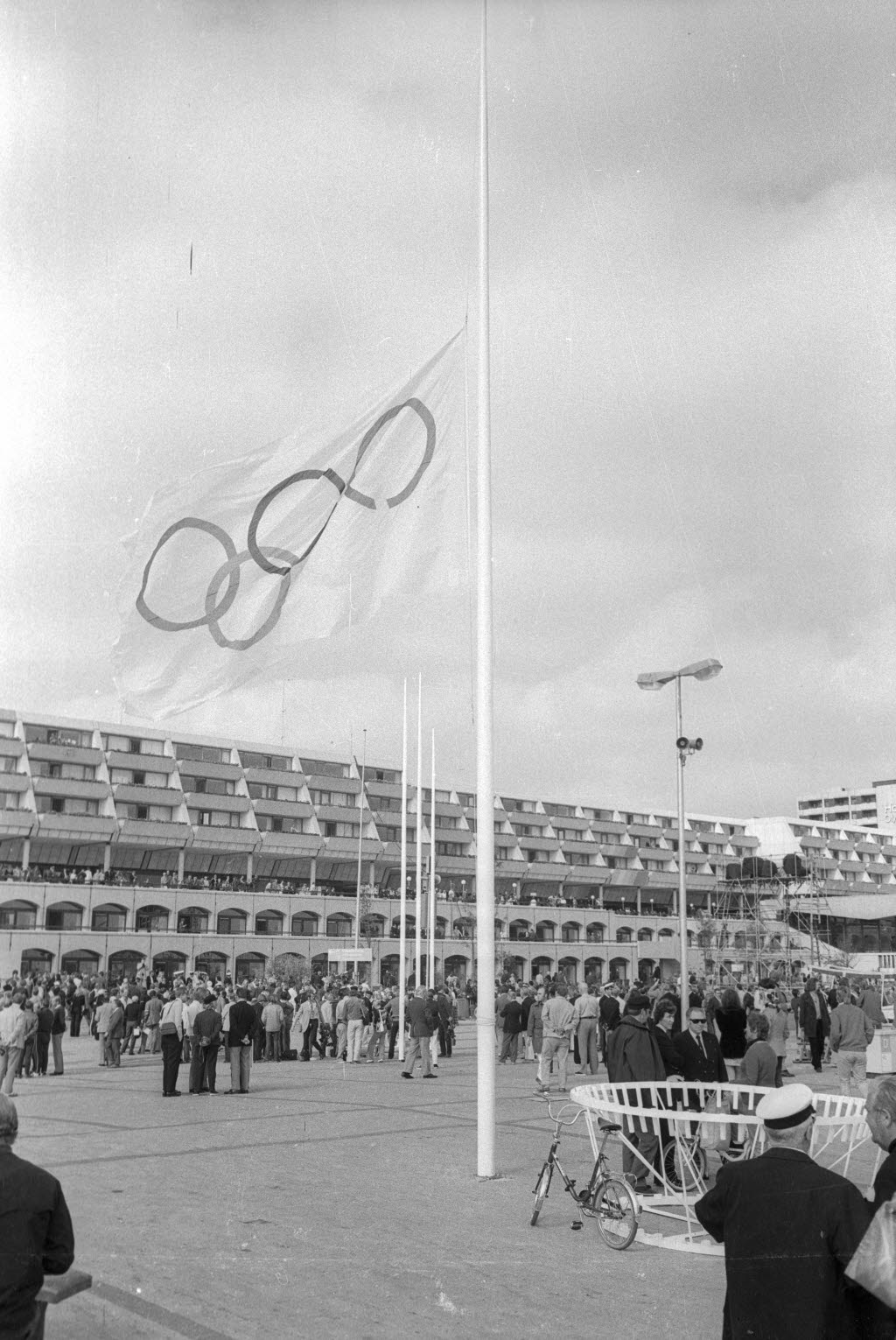
A bandeira olímpica a meio mastro em Quiel (cidade-sede dos eventos de vela), após o massacre de Munique nos Jogos de 1972.

A política interveio novamente nos Jogos de 1972 em Munique, mas dessa vez com consequências letais. Uma orgaização terrorista palestina chamada Setembro Negro invadiu a vila olímpica e invadiu o apartamento da delegação israelense. Eles mataram dois israelenses e mantiveram outros nove como reféns, exigindo que Israel libertasse vários prisioneiros. Quando o governo israelense recusou as exigências dos terroristas, a situação se transformou em um tenso impasse enquanto as negociações continuavam. Por fim, os captores, que ainda mantinham seus reféns, receberam uma passagem segura e foram levados a um aeroporto, onde foram emboscados pelas forças de segurança alemãs. No tiroteio que se seguiu, 15 pessoas foram mortas, incluindo os nove atletas israelenses cativos e cinco dos terroristas. Depois de muito debate, foi tomada a decisão de continuar os jogos, mas os procedimentos foram compreensivelmente dominados por esses eventos. Algumas conquistas atléticas memoráveis ocorreram durante esses jogos, notadamente a conquista de sete medalhas de ouro, recorde na época, pelo nadador norte-americano Mark Spitz, o finlandês Lasse Virén conquistando medalhas de ouro consecutivas nos 5.000 metros e 10.000 metros, e a conquista de três medalhas de ouro pela estrela soviética da ginástica Olga Korbut, que realizou um backflip histórico na barra fixa.
Não houve tragédia nos Jogos de Montreal de 1976, mas o mau planejamento e a fraude fizeram com que o custo desses Jogos excedesse em muito o orçamento. Custando US$ 1,5 bilhão (equivalente a US$ 6,83 bilhões em 2021), os Jogos de Verão de 1976 foram os mais caros da história olímpica (até os Jogos Olímpicos de Inverno de 2014) e pareceu, por um tempo, que os Jogos Olímpicos poderiam não ser mais uma proposta financeira viável. Em retrospecto, acredita-se que as empreiteiras (suspeitas de serem membros da Máfia de Montreal) desviaram grandes somas de dinheiro de todos os níveis de contratos e, ao mesmo tempo, lucraram com a substituição de materiais de construção mais baratos e de qualidade inferior, o que pode ter contribuído para os atrasos, a má construção e os custos excessivos. Em 1988, um desses empreiteiros, Giuseppe Zappia, "foi inocentado das acusações de fraude resultantes de seu trabalho nas instalações olímpicas depois que duas testemunhas importantes morreram antes de depor em seu julgamento". Os Jogos de 1976 foram boicotados por muitas nações africanas como protesto contra uma recente turnê da equipe nacional de rugby da Nova Zelândia pela África do Sul, que era governada pelo apartheid. A ginasta romena Nadia Comăneci fez história ao ganhar a medalha de ouro individual feminina com duas das quatro pontuações perfeitas possíveis. Ela venceu outros dois eventos individuais, com duas pontuações perfeitas na trave de equilíbrio e todas as pontuações perfeitas nas barras irregulares. Lasse Virén repetiu seu ouro duplo nos 5.000 e 10.000 metros, tornando-se o primeiro atleta a vencer duas vezes a distância dupla.

### Final do século XX
Após a invasão do Afeganistão pela União Soviética em 1979, 66 nações, incluindo os Estados Unidos, o Canadá, a Alemanha Ocidental e o Japão, boicotaram os Jogos de 1980 realizados em Moscou. Oitenta nações foram representadas nos Jogos de Moscou, o menor número desde 1956. O boicote contribuiu para que os Jogos de 1980 fossem menos divulgados e menos competitivos, dominados pelo país anfitrião.
Em 1984, a União Soviética e 13 aliados soviéticos retaliaram boicotando os Jogos Olímpicos de Verão de 1984 em Los Angeles. A Romênia e a Iugoslávia, notadamente, foram os dois únicos países do Bloco Oriental que participaram das Olimpíadas de 1984. Esses jogos foram talvez os primeiros jogos de uma nova era a dar lucro. Embora um boicote liderado pela União Soviética tenha reduzido o número de participantes em alguns esportes, 140 Comitês Olímpicos Nacionais (CON) participaram, o que foi um recorde na época. Os Jogos também foram a primeira vez que a China continental (República Popular) participou.
De acordo com o jornalista britânico Andrew Jennings, um coronel da KGB declarou que os oficiais da agência se fizeram passar por autoridades antidopagem do COI para minar os testes de dopagem e que os atletas soviéticos foram "resgatados com (esses) esforços tremendos". Sobre o tema dos Jogos Olímpicos de Verão de 1980, um estudo australiano de 1989 disse: "Dificilmente há um vencedor de medalha nos Jogos de Moscou, certamente não um vencedor de medalha de ouro, que não esteja usando um tipo de droga ou outro: geralmente vários tipos. Os Jogos de Moscou poderiam muito bem ter sido chamados de Jogos dos Químicos".
Documentos obtidos em 2016 revelaram os planos da União Soviética para um sistema estadual de dopagem no atletismo em preparação para os Jogos Olímpicos de Verão de 1984 em Los Angeles. Datado de antes da decisão do país de boicotar os jogos, o documento detalhava as operações de esteroides existentes no programa, juntamente com sugestões de melhorias adicionais. A comunicação, dirigida ao chefe de atletismo da União Soviética, foi preparada pelo Dr. Sergei Portugalov do Instituto de Cultura Física. Portugalov também foi uma das principais figuras envolvidas na implementação do programa de dopagem russo antes dos Jogos Olímpicos de Verão de 2016.
Os Jogos de 1988, em Seul, foram muito bem planejados, mas foram manchados quando muitos dos atletas, principalmente o vencedor dos 100 metros rasos masculino, Ben Johnson, falharam nos testes obrigatórios de drogas. Apesar dos esplêndidos desempenhos sem drogas de muitos indivíduos, o número de pessoas reprovadas nos testes de substâncias químicas que melhoram o desempenho ofuscou os jogos.
Os Jogos de Barcelona de 1992 contaram com a entrada de jogadores de uma das principais ligas norte-americanas, a NBA, parecida, mas não limitada, ao "Dream Team" do basquete dos EUA. Os jogos de 1992 também viram a reintrodução nos jogos de vários estados europeus menores que haviam sido anexados à União Soviética durante a Segunda Guerra Mundial. Nesses jogos, o ginasta Vitaly Scherbo estabeleceu um recorde inaugural de cinco medalhas de ouro individuais em uma Olimpíada de Verão e igualou o recorde inaugural estabelecido por Eric Heiden nas Olimpíadas de Inverno de 1980.
Naquela época, o processo de escolha de um local para os jogos havia se tornado uma preocupação comercial; havia alegações generalizadas de corrupção que poderiam afetar o processo de decisão do COI.
Nos Jogos Olímpicos de Verão de Atlanta 1996, o destaque foi o corredor de 200 metros Michael Johnson, que aniquilou o recorde mundial diante de uma multidão em casa. Os canadenses saborearam o recorde da medalha de ouro de Donovan Bailey na corrida de 100 metros rasos. Essa foi considerada popularmente como uma recompensa apropriada pela desgraça nacional anterior envolvendo Ben Johnson. Também houve cenas emocionantes, como quando Muhammad Ali, claramente afetado pela doença de Parkinson, acendeu a tocha olímpica e recebeu uma medalha que substituiu a que ele havia descartado em 1960. Esse último evento ocorreu na arena de basquete. A atmosfera dos jogos foi prejudicada, no entanto, quando uma bomba explodiu durante a comemoração no Centennial Olympic Park. Em junho de 2003, o principal suspeito desse atentado a bomba, Eric Robert Rudolph, foi preso.

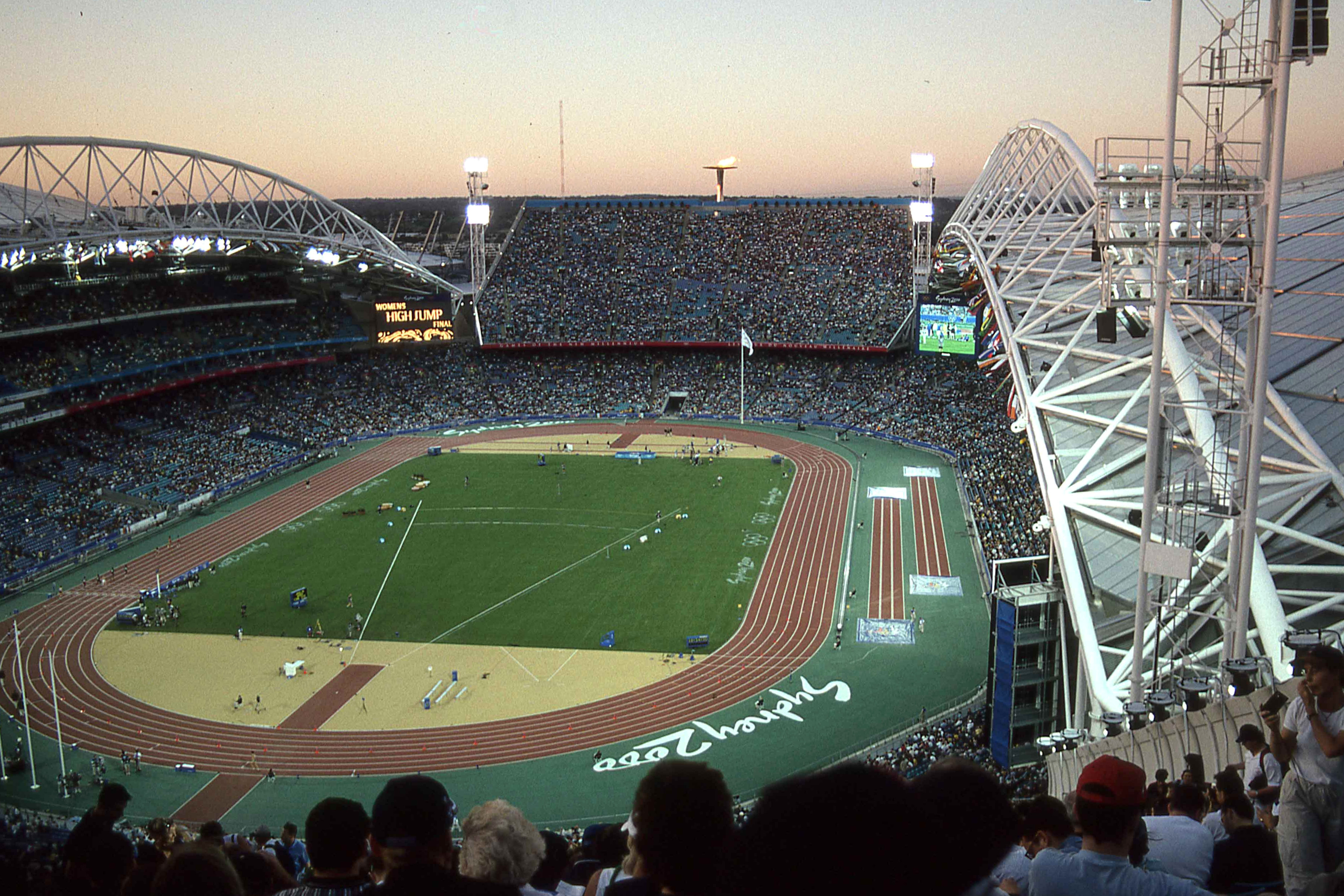
Os Jogos Olímpicos de Verão de 2000 em Sydney, Austrália, foram conhecidos como os "Jogos do Novo Milênio".

Os Jogos Olímpicos de Verão de 2000, realizados em Sydney, na Austrália, mostraram os desempenhos individuais dos favoritos Ian Thorpe na piscina e Cathy Freeman, uma indígena australiana cujo triunfo nos 400 metros uniu um estádio lotado, do britânico Steve Redgrave, que ganhou uma medalha de ouro no remo em uma quinta Olimpíada consecutiva sem precedentes, e de Eric "the Eel" Moussambani, nadador da Guiné Equatorial, que recebeu ampla cobertura da mídia quando completou os 100 metros nado livre com o tempo mais lento da história olímpica. Mesmo assim, ele venceu a eliminatória, pois seus dois adversários foram desclassificados por falsa largada. Sua compatriota Paula Barila Bolopa também recebeu atenção da mídia por seu desempenho recorde, lento e com dificuldades, mas corajoso. Os Jogos de Sydney também viram a primeira aparição de um contingente conjunto da Coreia do Norte e da Coreia do Sul nas cerimônias de abertura, embora tenham competido em todos os eventos como equipes diferentes. Houve uma controvérsia na ginástica artística feminina quando o cavalo de salto foi colocado na altura errada durante a competição geral.

### Início do século XXI
Em 2004, os Jogos Olímpicos retornaram ao seu local de origem em Atenas, na Grécia. Pelo menos US$ 7,2 bilhões foram gastos nos Jogos de 2004, incluindo US$ 1,5 bilhão em segurança. Michael Phelps conquistou suas primeiras medalhas olímpicas, somando seis medalhas de ouro e duas de bronze. Pyrros Dimas, ao ganhar uma medalha de bronze, tornou-se o halterofilista mais condecorado de todos os tempos com quatro medalhas olímpicas, três de ouro e uma de bronze. Embora relatos infundados de possível terrorismo tenham afastado multidões das competições preliminares no primeiro fim de semana das Olimpíadas (14 e 15 de agosto de 2004), o comparecimento aumentou à medida que os jogos avançavam. Um terço dos ingressos não foi vendido, mas as vendas de ingressos ainda superaram os números das Olimpíadas de Seul e Barcelona (1988 e 1992). O Presidente do COI, Jacques Rogge, caracterizou a organização da Grécia como excepcional e suas precauções de segurança como impecáveis. Todos os 202 CON participaram dos Jogos de Atenas com mais de 11.000 participantes.
Os Jogos Olímpicos de Verão de 2008 foram realizados em Pequim, na República Popular da China. Vários eventos novos foram realizados, inclusive a nova modalidade de BMX para homens e mulheres. As mulheres competiram na corrida de obstáculos pela primeira vez. O programa de esgrima foi ampliado para incluir todos os seis eventos para homens e mulheres; anteriormente, as mulheres não podiam competir nos eventos de florete ou sabre por equipe, embora a espada por equipe feminina e o florete por equipe masculina tenham sido eliminados nesses jogos. Foram acrescentados os eventos de natação de maratona, na distância de 10 km. Além disso, os eventos de duplas no tênis de mesa foram substituídos por eventos de equipe. O nadador americano Michael Phelps estabeleceu um recorde de medalhas de ouro em um único jogos, com oito, e empatou o recorde de maior número de medalhas de ouro por um único competidor, anteriormente detido por Eric Heiden e Vitaly Scherbo. Outra estrela notável dos jogos foi o velocista jamaicano Usain Bolt, que se tornou o primeiro atleta masculino a estabelecer recordes mundiais nas finais dos 100 e 200 metros nos mesmos jogos. Os eventos equestres foram realizados em Hong Kong.
Londres realizou os Jogos Olímpicos de Verão de 2012, tornando-se a primeira cidade a sediar os Jogos Olímpicos três vezes. Em seu discurso de encerramento, Jacques Rogge descreveu os jogos como "felizes e gloriosos". A nação anfitriã ganhou 29 medalhas de ouro, o melhor resultado para a Grã-Bretanha desde os Jogos de 1908 em Londres. Os Estados Unidos voltaram ao topo do quadro de medalhas após o domínio da China em 2008. O COI havia retirado o beisebol e o softbol do programa de 2012. Os Jogos de Londres foram bem-sucedidos em nível comercial porque foram os primeiros da história a esgotar completamente todos os ingressos, com até 1 milhão de pedidos para 40.000 ingressos para a Cerimônia de Abertura e para a Final dos 100 metros masculino. A demanda por ingressos para todos os níveis de cada evento foi tão grande que houve uma controvérsia sobre a reserva de assentos para patrocinadores e delegações nacionais, que não foram utilizados nos primeiros dias. Um sistema de realocação foi implementado para que os assentos vazios fossem ocupados durante os jogos.

### Jogos recentes

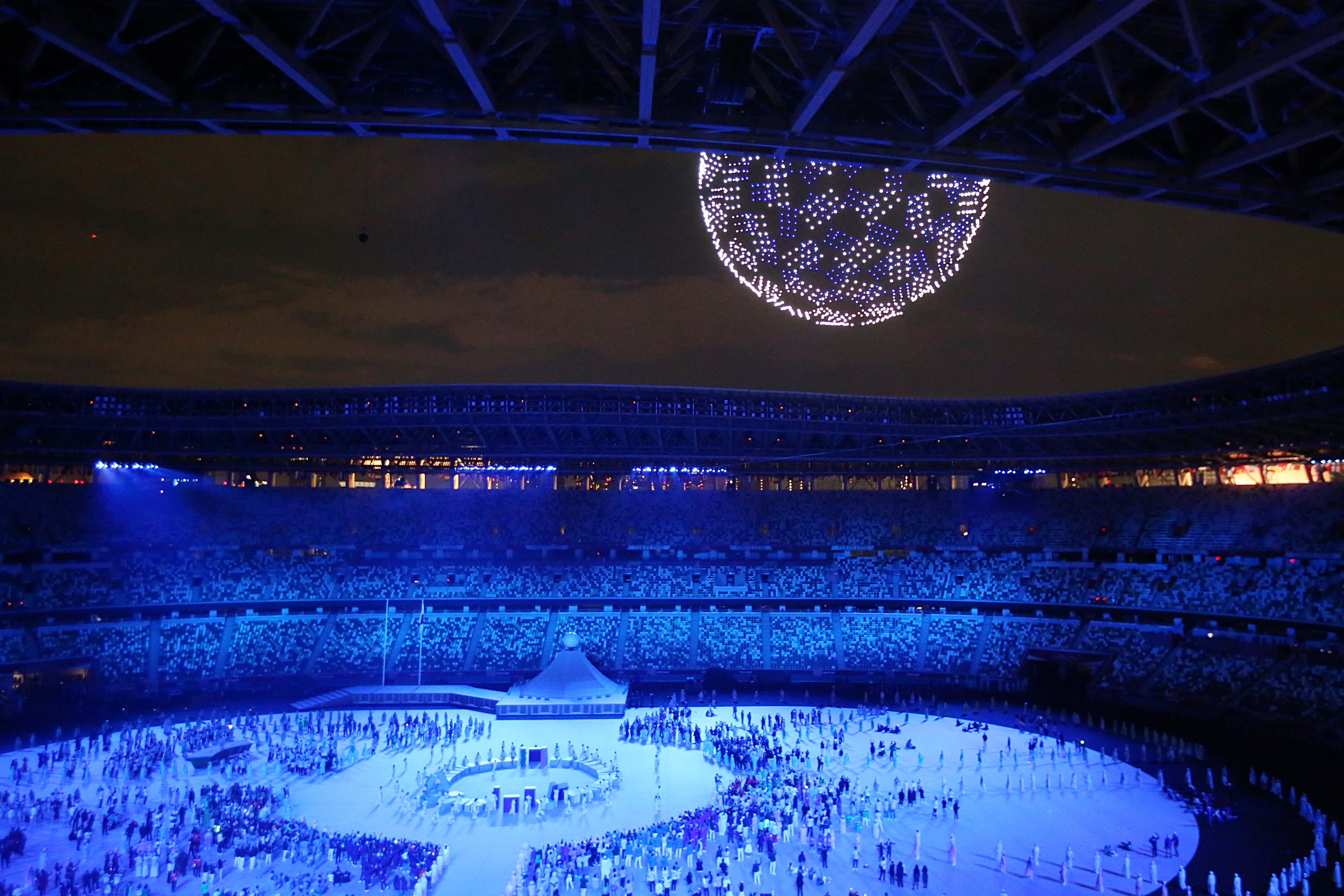
Os Jogos Olímpicos de Verão de 2020 em Tóquio, Japão, tiveram poucos participantes devido à exclusão de espectadores públicos em meio à pandemia da COVID-19.

O Rio de Janeiro, no Brasil, sediou os Jogos Olímpicos de Verão de 2016, tornando-se a primeira cidade sul-americana a sediar os Jogos Olímpicos, a segunda cidade-sede dos Jogos Olímpicos na América Latina, depois da Cidade do México em 1968, bem como a terceira cidade do Hemisfério Sul a sediar os Jogos Olímpicos, depois de Melbourne, na Austrália, em 1956, e Sydney, na Austrália, em 2000. A preparação para esses jogos foi ofuscada por controvérsias, incluindo instabilidade política e uma crise econômica no país anfitrião, preocupações com a saúde e a segurança em torno do vírus da Zika e poluição significativa na Baía de Guanabara. Entretanto, essas preocupações foram superadas por um escândalo de dopagem patrocinado pelo Estado envolvendo atletas russos nos Jogos Olímpicos de Inverno realizados dois anos antes, o que afetou a participação de seus atletas nesses jogos.
Os Jogos Olímpicos de Verão de 2020 foram originalmente programados para ocorrer de 24 de julho a 9 de agosto de 2020 em Tóquio, Japão. A cidade foi a quinta na história a sediar os jogos duas vezes e a primeira cidade asiática a ter esse título. Devido à pandemia da COVID-19, o então primeiro-ministro japonês Shinzo Abe, o COI e o Comitê Organizador de Tóquio anunciaram que os Jogos de 2020 seriam adiados para 2021, marcando a primeira vez que os Jogos Olímpicos foram adiados. Ao contrário das Olimpíadas anteriores, esses jogos foram realizados sem espectadores devido às preocupações com a COVID-19 e ao estado de emergência imposto na cidade-sede. No entanto, os Jogos Olímpicos de Tóquio 2020 apresentaram muitos momentos memoráveis e feitos de excelência técnica. Uma das estrelas dos jogos, a ginasta norte-americana Simone Biles, saiu graciosamente para se concentrar em sua saúde mental, mas depois voltou para conquistar uma medalha de bronze individual. O norueguês Karsten Warholm quebrou seu próprio recorde mundial nos 400m com barreiras.

## Esportes
Houve um total de 42 esportes, abrangendo 55 modalidades, incluídos no programa olímpico em um momento ou outro na história dos Jogos. A programação incluiu 33 esportes nos últimos Jogos Olímpicos de Verão (2020), com 32 esportes planejados para os próximos jogos (2024).
As várias federações de esportes olímpicos estão agrupadas em uma associação geral comum, chamada Associação das Federações Olímpicas Internacionais de Esportes de Verão (Association of Summer Olympic International Federations - ASOIF).
  Esporte atual   Não mais incluído
| Esporte              | Anos                              |
| -------------------- | --------------------------------- |
| Basquete 3x3         | Desde 2021                        |
| Tiro com arco        | 1900-1908, 1920, desde 1972       |
| Natação artística    | Desde 1984                        |
| Atletismo            | Todos                             |
| Badminton            | Desde 1992                        |
| Beisebol             | 1992-2008, 2020, 2028             |
| Basquetebol          | Desde 1936                        |
| Pelota basca         | 1900                              |
| Breakdance           | 2024                              |
| Boxe                 | 1904, 1908, desde 1920            |
| Canoagem             | Desde 1936                        |
| Críquete             | 1900, 2028                        |
| Croquet              | 1900, 2028                        |
| Ciclismo             | Todos                             |
| Saltos ornamentais   | Desde 1904                        |
| Hipismo              | 1900, desde 1912                  |
| Esgrima              | Todos                             |
| Hóquei sobre a grama | 1908, 1920, desde 1928            |
| Futebol              | 1900-1928, desde 1936             |
| Golfe                | 1900, 1904, desde 2016            |
| Ginástica            | Todos                             |
| Handebol             | 1936, desde 1972                  |
| Jeu de paume         | 1908                              |
| Judô                 | 1964, desde 1972                  |
| Caratê               | 2020                              |
| Lacrosse             | 1904, 1908, 2028                  |
| Pentatlo moderno     | Desde 1912                        |
| Polo                 | 1900, 1908, 1920, 1924, 1936      |
| Raquetes             | 1908                              |
| Roque                | 1904                              |
| Remo                 | Desde 1900                        |
| Rugby                | 1900, 1908, 1920, 1924            |
| Rugby sevens         | Desde 2016                        |
| Vela                 | 1900, desde 1908                  |
| Tiro                 | 1896, 1900, 1908-1924, desde 1932 |
| Skate                | Desde 2020                        |
| Softbol              | 1996–2008, 2020, 2028             |
| Escalada esportiva   | Desde 2020                        |
| Surfe                | Desde 2020                        |
| Natação              | Todos                             |
| Tênis de mesa        | Desde 1988                        |
| Taekwondo            | Desde 2000                        |
| Tênis                | 1896-1924, desde 1988             |
| Triatlo              | Desde 2000                        |
| Cabo de guerra       | 1900–1920                         |
| Voleibol             | Desde 1964                        |
| Motonáutica          | 1908                              |
| Polo aquático        | Desde 1900                        |
| Halterofilismo       | 1896, 1904, desde 1920            |
| Lutas                | 1896, desde 1904                  |

### Qualificação
As regras de qualificação para cada um dos esportes olímpicos são definidas pela federação esportiva internacional que rege a competição internacional daquele esporte.
Para esportes individuais, os competidores normalmente se qualificam alcançando um determinado lugar em um grande evento internacional ou na lista de classificação da federação. Há uma regra geral que estabelece que no máximo três atletas individuais podem representar cada país em uma competição. Os Comitês Olímpicos Nacionais (CON) podem inscrever um número limitado de competidores qualificados em cada evento, e o CON decide quais competidores qualificados devem ser selecionados como representantes em cada evento se houver mais competidores qualificados do que os que podem ser inscritos.
Na maioria das vezes, as nações qualificam as equipes para os esportes coletivos por meio de torneios de qualificação continental, nos quais cada associação continental recebe um determinado número de vagas no torneio olímpico. Cada nação pode ser representada por no máximo uma equipe por competição; uma equipe consiste em apenas duas pessoas em alguns esportes.

### Popularidade dos esportes Olímpicos
O COI divide os esportes dos Jogos Olímpicos de Verão em seis categorias (A - F) com base na popularidade, avaliada por seis critérios: números de audiência na televisão (40%), popularidade na Internet (20%), pesquisas de público (15%), pedidos de ingressos (10%), cobertura da imprensa (10%) e número de federações nacionais (5%). A categoria de um esporte determina a parcela da receita olímpica recebida pela federação internacional daquele esporte. Os esportes que eram novos nos Jogos Olímpicos de 2016 (rugby e golfe) foram colocados na Categoria E.
As categorias atuais são:
| Cat. | Nº | Esporte                                                                                               |
| ---- | -- | --- |
| A    | 3  | atletismo, aquáticos, ginástica                                                                       |
| B    | 5  | basquete, ciclismo, futebol, tênis, vôlei                                                             |
| C    | 8  | tiro com arco, badminton, boxe, judô, remo, tiro, tênis de mesa, levantamento de peso                 |
| D    | 9  | canoagem/caiaque, equitação, esgrima, handebol, hóquei em campo, vela, taekwondo, triatlo, luta livre |
| E    | 3  | pentatlo moderno, golfe, rúgbi                                                                        |
| F    | 6  | beisebol/softbol, caratê, skate, escalada esportiva, surfe                                            |

## Quadro geral de medalhas dos Jogos Olímpicos
A tabela abaixo usa dados oficiais fornecidos pelo COI.
| Nº | Nação                 | Ouro  | Prata | Bronze | Total | Jogos |
| -- | --------------------- | ----- | ----- | ------ | ----- | ----- |
| 1  | USA Estados Unidos    | 1.060 | 831   | 738    | 2.629 | 28    |
| 2  | URS União Soviética   | 395   | 319   | 296    | 1.010 | 9     |
| 3  | GBR Grã-Bretanha      | 285   | 319   | 314    | 918   | 29    |
| 4  | CHN China             | 262   | 199   | 173    | 634   | 11    |
| 5  | FRA França            | 223   | 251   | 277    | 751   | 29    |
| 6  | ITA Itália            | 217   | 188   | 213    | 618   | 28    |
| 7  | GER Alemanha          | 201   | 207   | 247    | 655   | 17    |
| 8  | HUN Hungria           | 181   | 154   | 176    | 511   | 27    |
| 9  | JPN Japão             | 169   | 150   | 178    | 497   | 23    |
| 10 | AUS Austrália         | 164   | 173   | 210    | 547   | 27    |
| 11 | GDR Alemanha Oriental | 153   | 129   | 127    | 409   | 5     |
| 12 | RUS Rússia            | 149   | 126   | 151    | 426   | 6     |
| 13 | SWE Suécia            | 148   | 176   | 179    | 503   | 28    |
| 14 | FIN Finlândia         | 101   | 85    | 119    | 305   | 26    |
| 15 | KOR Coreia do Sul     | 96    | 91    | 100    | 287   | 18    |
| 16 | NED Países Baixos     | 95    | 105   | 122    | 322   | 27    |
| 17 | ROU Romênia           | 90    | 97    | 121    | 308   | 22    |
| 18 | CUB Cuba              | 84    | 69    | 82     | 235   | 21    |
| 19 | POL Polônia           | 72    | 89    | 137    | 298   | 22    |
| 20 | CAN Canadá            | 71    | 109   | 146    | 326   | 27    |

### Líderes de medalhas por ano
| - 1896: Estados Unidos - 1900: França - 1904: Estados Unidos - 1908: Grã-Bretanha - 1912: Estados Unidos - 1920: Estados Unidos - 1924: Estados Unidos - 1928: Estados Unidos - 1932: Estados Unidos - 1936: Alemanha |  | - 1948: Estados Unidos - 1952: Estados Unidos - 1956: União Soviética - 1960: União Soviética - 1964: Estados Unidos - 1968: Estados Unidos - 1972: União Soviética - 1976: União Soviética - 1980: União Soviética - 1984: Estados Unidos |  | - 1988: União Soviética - 1992: Equipe Unificada - 1996: Estados Unidos - 2000: Estados Unidos - 2004: Estados Unidos - 2008: China - 2012: Estados Unidos - 2016: Estados Unidos - 2020: Estados Unidos - 2024: Estados Unidos |

#### Número de ocorrências
- USA Estados Unidos - 19 vezes
- URS União Soviética - 6 vezes
- FRA França - 1 vez
- GBR Grã-Bretanha - 1 vez
- GER Alemanha - 1 vez
- CHN China - 1 vez
- EUN Equipa Unificada - 1 vez

## Lista dos Jogos Olímpicos de Verão
O COI nunca decidiu quais eventos dos primeiros jogos eram "olímpicos" e quais não eram. O fundador dos Jogos Olímpicos modernos, Pierre de Coubertin, cedeu essa determinação aos organizadores desses jogos.
| Olimpíadas | Nº     | Sede | Datas dos jogos/Abertura por                                                                                      | Esportes (Modalidades)                                                                                            | Competidores | Competidores | Competidores | Eventos | Nações | Líder |
| Olimpíadas | Nº     | Sede | Datas dos jogos/Abertura por                                                                                      | Esportes (Modalidades)                                                                                            | Total | Masculino | Feminino | Eventos | Nações | Líder |
| ---------- | ------ | --- | --- | --- | --- | --- | --- | --- | --- | --- |
| 1896       | I      | Atenas | 6 a 15 de abril de 1896                                                                                           | 9 (10) | 241 | 241 | 0 | 43 | 14+1 | USA Estados Unidos                                                                                                |
| 1900       | II     | Paris | 14 de maio a 28 de outubro de 1900                                                                                | 19 (20) | 1.226 | N/A | N/A | 95 | 26+4+1 | FRA França |
| 1904       | III    | St. Louis | 1º de julho a 23 de novembro de 1904 Presidente do Comitê Organizador David R. Francis                            | 16 (17) | 651 | 645 | 6 | 95 | 12+1 | USA Estados Unidos                                                                                                |
| 1908       | IV     | Londres | 27 de abril a 31 de outubro de 1908 Rei Edward VII                                                                | 22 (25) | 2.008 | 1.971 | 37 | 110 | 22 | GBR Grã-Bretanha                                                                                                  |
| 1912       | V      | Estocolmo | 6 a 22 de julho de 1912 Rei Gustaf V                                                                              | 14 (18) | 2.407 | 2.359 | 48 | 102 | 28 | USA Estados Unidos                                                                                                |
| 1916       | VI     | Sede: Berlim. Cancelados por causa da Primeira Guerra Mundial                                                     | Sede: Berlim. Cancelados por causa da Primeira Guerra Mundial                                                     | Sede: Berlim. Cancelados por causa da Primeira Guerra Mundial                                                     | Sede: Berlim. Cancelados por causa da Primeira Guerra Mundial                                                     | Sede: Berlim. Cancelados por causa da Primeira Guerra Mundial                                                     | Sede: Berlim. Cancelados por causa da Primeira Guerra Mundial                                                     | Sede: Berlim. Cancelados por causa da Primeira Guerra Mundial                                                     | Sede: Berlim. Cancelados por causa da Primeira Guerra Mundial                                                     | Sede: Berlim. Cancelados por causa da Primeira Guerra Mundial                                                     |
| 1920       | VII    | Antuérpia | 14 de agosto a 12 de setembro de 1920 Rei Albert I                                                                | 22 (29) | 2.626 | 2.561 | 65 | 156 | 29 | USA Estados Unidos                                                                                                |
| 1924       | VIII   | Paris | 5 a 27 de julho de 1924 Presidente Gaston Doumergue                                                               | 17 (23) | 3.089 | 2.954 | 135 | 126 | 44 | USA Estados Unidos                                                                                                |
| 1928       | IX     | Amsterdã | 28 de julho a 12 de agosto de 1928 Duque Henry de Mecklenburg-Schwerin                                            | 14 (20) | 2.883 | 2.606 | 277 | 109 | 46 | USA Estados Unidos                                                                                                |
| 1932       | X      | Los Angeles | 30 de julho a 14 de agosto de 1932 Vice Presidente Charles Curtis                                                 | 14 (20) | 1.332 | 1.206 | 126 | 117 | 37 | USA Estados Unidos                                                                                                |
| 1936       | XI     | Berlim | 1 a 16 de agosto de 1936 Chanceler Adolf Hitler                                                                   | 19 (25) | 3.963 | 3.632 | 331 | 129 | 49 | GER Alemanha |
| 1940       | XII    | Originalmente a sede seria Tóquio, mas foi mudada para Helsínquia. Cancelados por conta da Segunda Guerra Mundial | Originalmente a sede seria Tóquio, mas foi mudada para Helsínquia. Cancelados por conta da Segunda Guerra Mundial | Originalmente a sede seria Tóquio, mas foi mudada para Helsínquia. Cancelados por conta da Segunda Guerra Mundial | Originalmente a sede seria Tóquio, mas foi mudada para Helsínquia. Cancelados por conta da Segunda Guerra Mundial | Originalmente a sede seria Tóquio, mas foi mudada para Helsínquia. Cancelados por conta da Segunda Guerra Mundial | Originalmente a sede seria Tóquio, mas foi mudada para Helsínquia. Cancelados por conta da Segunda Guerra Mundial | Originalmente a sede seria Tóquio, mas foi mudada para Helsínquia. Cancelados por conta da Segunda Guerra Mundial | Originalmente a sede seria Tóquio, mas foi mudada para Helsínquia. Cancelados por conta da Segunda Guerra Mundial | Originalmente a sede seria Tóquio, mas foi mudada para Helsínquia. Cancelados por conta da Segunda Guerra Mundial |
| 1944       | XIII   | Sede: Londres. Cancelados por conta da Segunda Guerra Mundial                                                     | Sede: Londres. Cancelados por conta da Segunda Guerra Mundial                                                     | Sede: Londres. Cancelados por conta da Segunda Guerra Mundial                                                     | Sede: Londres. Cancelados por conta da Segunda Guerra Mundial                                                     | Sede: Londres. Cancelados por conta da Segunda Guerra Mundial                                                     | Sede: Londres. Cancelados por conta da Segunda Guerra Mundial                                                     | Sede: Londres. Cancelados por conta da Segunda Guerra Mundial                                                     | Sede: Londres. Cancelados por conta da Segunda Guerra Mundial                                                     | Sede: Londres. Cancelados por conta da Segunda Guerra Mundial                                                     |
| 1948       | XIV    | Londres | 29 julho a 14 agosto de 1948 Rei Jorge I                                                                          | 17 (23) | 4.104 | 3.714 | 390 | 136 | 59 | USA Estados Unidos                                                                                                |
| 1952       | XV     | Helsínquia | 19 de julho a 3 de agosto de 1952 Presidente Juho Kusti Paasikivi                                                 | 17 (23) | 4.955 | 4.436 | 519 | 149 | 69 | USA Estados Unidos                                                                                                |
| 1956       | XVI    | Melbourne Estocolmo (eventos equestres)                                                                           | 22 de novembro a 8 de dezembro de 1956 Duque Philip de Edimburgo                                                  | 17 (23) | 3.314 | 2.938 | 376 | 151 | 72 | URS União Soviética                                                                                               |
| 1960       | XVII   | Roma | 25 de agosto a 11 de setembro de 1960 Presidente Giovanni Gronchi                                                 | 17 (23) | 5.338 | 4.727 | 611 | 150 | 83 | URS União Soviética                                                                                               |
| 1964       | XVIII  | Tóquio | 10 a 24 de outubro de 1964 Imperador Hirohito                                                                     | 19 (25) | 5.151 | 4.473 | 678 | 163 | 93 | USA Estados Unidos                                                                                                |
| 1968       | XIX    | Cidade do México                                                                                                  | 12 a 27 de outubro de 1968 Presidente Gustavo Díaz Ordaz                                                          | 18 (24) | 5.516 | 4.735 | 781 | 172 | 112 | USA Estados Unidos                                                                                                |
| 1972       | XX     | Munique | 26 de agosto a 11 de setembro de 1972 Presidente Gustav Heinemann                                                 | 21 (28) | 7.134 | 6.075 | 1.059 | 195 | 121 | URS União Soviética                                                                                               |
| 1976       | XXI    | Montreal | 17 de julho a 1º de agosto de 1976 Rainha Elizabeth II                                                            | 21 (27) | 6.084 | 4.824 | 1.260 | 198 | 92 | URS União Soviética                                                                                               |
| 1980       | XXII   | União Soviética Moscou                                                                                            | 19 de julho a 3 de agosto de 1980 Presidente do Presidium Leonid Brezhnev                                         | 21 (27) | 5.179 | 4.064 | 1.115 | 203 | 80 | URS União Soviética                                                                                               |
| 1984       | XXIII  | Los Angeles | 28 de julho a 12 de agosto de 1984 Presidente Ronald Reagan                                                       | 21 (29) | 6.829 | 5.263 | 1.566 | 221 | 140 | USA Estados Unidos                                                                                                |
| 1988       | XXIV   | Seoul | 17 de setembro a 2 de outubro de 1988 Presidente Roh Tae-woo                                                      | 23 (31) | 8.391 | 6.197 | 2.194 | 237 | 159 | URS União Soviética                                                                                               |
| 1992       | XXV    | Barcelona | 25 de julho a 9 de agosto de 1992 Rei Juan Carlos I                                                               | 25 (34) | 9.356 | 6.652 | 2.704 | 257 | 169 | EUN Equipa Unificada                                                                                              |
| 1996       | XXVI   | Atlanta | 19 de julho a 4 de agosto de 1996 Presidente Bill Clinton                                                         | 26 (37) | 10.318 | 6.806 | 3.512 | 271 | 197 | USA Estados Unidos                                                                                                |
| 2000       | XXVII  | Sydney | 15 de setembro a 1º de outubro de 2000 Governador-Geral Sir William Deane                                         | 28 (40) | 10.651 | 6.582 | 4.069 | 300 | 199 | USA Estados Unidos                                                                                                |
| 2004       | XXVIII | Atenas | 13 a 29 de agosto de 2004 Presidente Konstantinos Stephanopoulos                                                  | 28 (40) | 10.625 | 6.296 | 4.329 | 301 | 201 | USA Estados Unidos                                                                                                |
| 2008       | XXIX   | Pequim | 8 a 24 de agosto de 2008 Presidente Hu Jintao                                                                     | 28 (41) | 10.942 | 6.305 | 4.637 | 302 | 204 | CHN China |
| 2012       | XXX    | Londres | 27 de julho a 12 de agosto de 2012 Rainha Elizabeth II                                                            | 26 (39) | 10.768 | 5.992 | 4.776 | 302 | 204 | USA Estados Unidos                                                                                                |
| 2016       | XXXI   | Rio de Janeiro | 5 a 21 de agosto de 2016 Presidente em exercício Michel Temer                                                     | 28 (41) | 11.238 | 6.179 | 5.059 | 306 | 207 | USA Estados Unidos                                                                                                |
| 2020       | XXXII  | Tóquio | 23 de julho a 8 de agosto de 2021 Imperador Naruhito                                                              | 33 (50) | 11.656 | 5.982 | 5.494 | 339 | 206 | USA Estados Unidos                                                                                                |
| 2024       | XXXIII | Paris | 26 de julho a 11 de agosto de 2024 Presidente Emmanuel Macron                                                     | 32 (48) | 10.714 | 5.357 | 5.357 | 329 | 204 | USA Estados Unidos                                                                                                |
| 2028       | XXXIV  | Los Angeles | 14 a 30 de julho de 2028 A ser anunciado                                                                          | A ser anunciado                                                                                                   | A ser anunciado                                                                                                   | A ser anunciado                                                                                                   | A ser anunciado                                                                                                   | A ser anunciado                                                                                                   | A ser anunciado                                                                                                   | A ser anunciado                                                                                                   |
| 2032       | XXXV   | Brisbane | 23 de julho a 8 de agosto de 2032 A ser anunciado                                                                 | A ser anunciado                                                                                                   | A ser anunciado                                                                                                   | A ser anunciado                                                                                                   | A ser anunciado                                                                                                   | A ser anunciado                                                                                                   | A ser anunciado                                                                                                   | A ser anunciado                                                                                                   |